# Montier (Misuri)
Montier es un lugar designado por el censo (en inglés, census-designated place, CDP) del condado de Shannon, Misuri, Estados Unidos. Según el censo de 2020, tiene una población de 49 habitantes.
En los Estados Unidos, un lugar designado por el censo (traducción literal de la frase en inglés census-designated place, CDP) es una concentración de población identificada por la Oficina del Censo exclusivamente para fines estadísticos.

## Geografía
Está ubicado en las coordenadas 36°58′54″N 91°34′30″O / 36.98167, -91.57500. Según la Oficina del Censo, tiene una superficie de 2.56 km², correspondientes en su totalidad a tierra firme.

## Demografía
Según el censo de 2020, en ese momento había 49 personas residiendo en la zona. La densidad de población era de 19.14 hab./km². El 97.96% de los habitantes eran blancos y el 2.04% era de una mezcla de razas. Del total de la población, el 2.04% era hispano o latino.